# Ma Corona
La Ma Corona è una struttura geologica della superficie di Venere.